# Heterocerus dubius
Heterocerus dubius là một loài bọ cánh cứng trong họ Heteroceridae. Loài này được Fabricius miêu tả khoa học đầu tiên năm 1801.